# 小手指車両基地
小手指車両基地（こてさししゃりょうきち）は、埼玉県所沢市小手指町にある西武鉄道の車両基地である。

## 概要
西武鉄道の車両基地の中では最大規模である。池袋線小手指駅に近接している。夜間早朝は、所属係員2名が保谷電留線（旧保谷車両管理所）に待機し、ラッシュ時等の営業線対応にあたる。
運用の都合上、東京地下鉄・東急電鉄・横浜高速鉄道の車両が車庫に滞在することがある。また、池袋線所沢駅始終着列車の中には、当車両基地との間で回送列車となった上で出入庫するものが一定数ある。
おもな業務は所属車両の列車検査・月検査、故障対応（修繕）、車輪転削、車両清掃等である。このほか、20000系、30000系、40000系に対しては武蔵丘車両検修場での重要部検査に代わり、当車両基地で在姿状態で新重要部検査を施工している。
留置線は1 - 17番線（17本）のうち、2 - 10番線は10両編成3本を縦列で留置できるのが特徴で、飯能方の終端から「新線」「オク」「アタマ」と呼び区別される。構内には小手指機動管理所（保線車両留置）がある'。

## 沿革
- 1966年（昭和41年）5月16日 - 小手指検車区として開設[2]。当時の収容両数は150両で、所属車両は電気機関車10両を含め124両[2]。
- 1967年（昭和42年）5月 - 西武秩父線開業を控えて留置線5本が完成し、収容両数が250両へ拡大[2]。
  - その後も順次拡張が行われ、1992年4月までに収容両数は346両となっている。
- 1970年（昭和45年）11月20日 - 電気機関車は所沢検車区へ転属、以降は電車のみを担当する[2]。
- 1973年（昭和48年）12月1日 - 鉄道現業名称変更により、小手指車両管理所へ改称[2]。
- 2000年（平成12年）3月 - 保谷車両管理所が廃止、保谷電留線として当小手指車両管理所の所属となる[2]。
- 2001年（平成13年）7月9日 - 組織改正で池袋線車両所小手指車両基地となる[2]。
- 2007年（平成19年）2月10日 - 「Valentine 小手指車両基地Day」として一般公開された。イベントでは池袋線の車両のほかに東京メトロ07系電車も展示された。

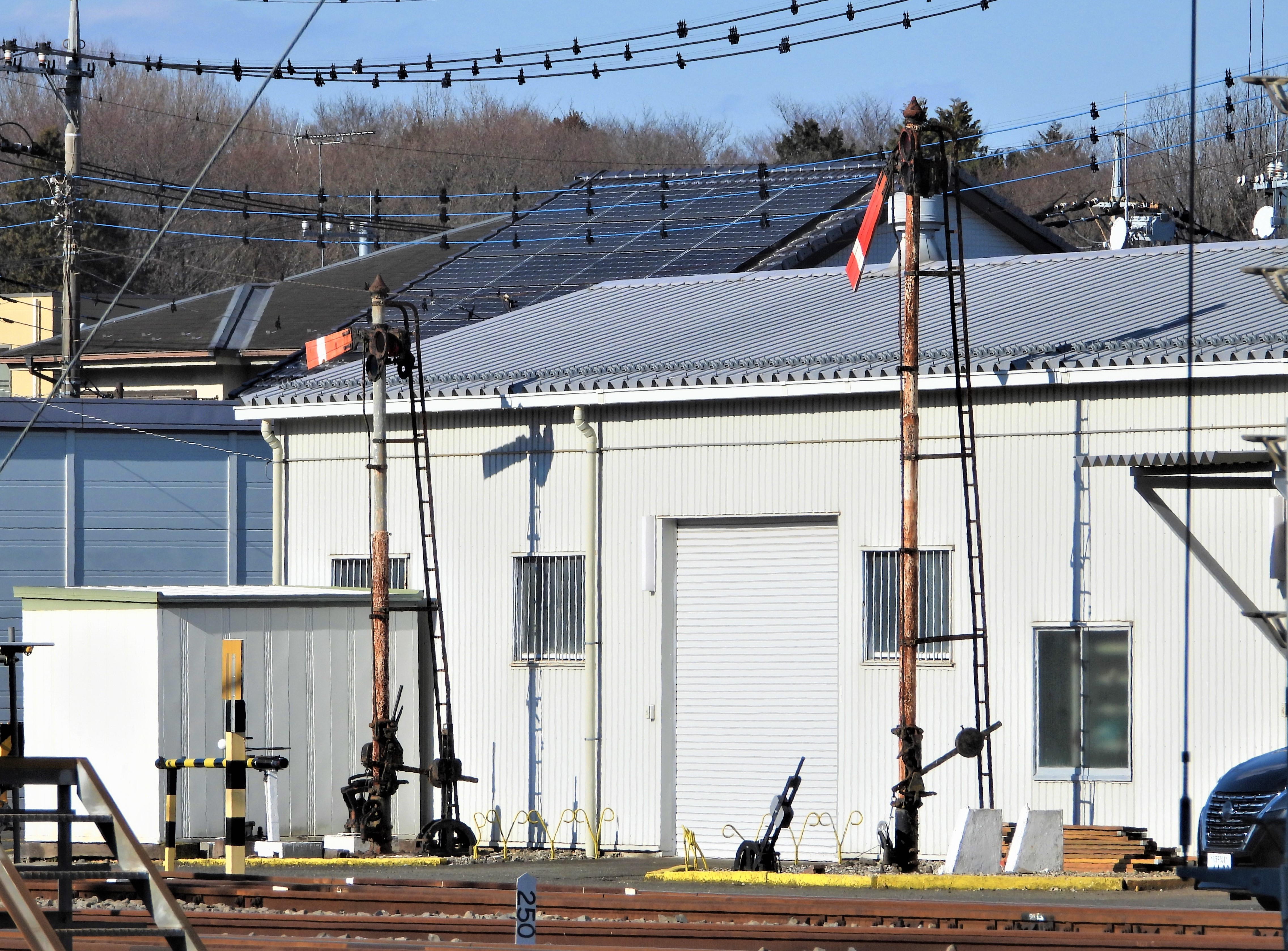
基地内に保存される腕木式信号機

### 所属車両
2025年4月1日現在
- 001系 - 8両編成7本
- 新101系 - 4両編成3本（全てワンマン車）
- 6000系 - 10両編成14本（0番台9本・50番台5本）
- 20000系 - 8両編成4本
- 40000系 - 10両編成15本（0番台6本・50番台9本）
- 8500系 - 4両編成3本

AGT車両である山口線（レオライナー）用の8500系は当車両基地所属の扱いだが、実際の整備は山口車両基地にて行っている。
30000系、新2000系については上記時点で池袋線車両の全編成が武蔵丘車両基地所属となっている。
- 基地全景
- 小手指陸橋より
- 車両基地西端より
- 検修庫を公道より